# Мойеро
Мо̀йеро е река в Азиатската част на Русия, Среден Сибир, Красноярски край, Евенкски автономен окръг, десен приток на Котуй от басейна на Хатанга. Дължината ѝ е 825 km, която ѝ отрежда 63-то място по дължина сред реките на Русия.
Река Мойеро води началото си от западните части на Вилюйското плато (източната част на Средносибирското плато), на 557 m н.в., в североизточната част на Евенкския автономен окръг, Красноярски край. В горното си течение в началото тече на юг, след това на изток и после на север, като образува голяма дъга, изпъкнала на юг. В този участък, а след това и в средното течение долината и е тясна, дълбока и силно залесена (сибирска тайга). По-нататък Мойеро тече през Средносибирското плато, като течението ѝ е с множество бързеи и прагове (най-голям Мугдекен). На 109 km преди устието си завива на запад и се влива отдясно в река Котуй (дясна съставяща на Хатанга), при нейния 612 km, на 168 m н.в., в най-североизточната част на Евенкския автономен окръг, Красноярски край.
Водосборният басейн на Мойеро има площ от 30,9 хил. km2, което представлява 17,56% от водосборния басейн на река Котуй и се простира на части от Евенкския автономен окръг на Красноярски край. Речната система във водосборния басейн е добре развита, с гъстота от 0,35 km/km2 и множество малки езера.
Границите на водосборния басейн на реката са следните:
- на изток – водосборните басейни на реките Оленьок и Лена, вливаща се в море Лаптеви;
- на юг – водосборния басейн на река Енисей, вливаща се в Карско море;
- на запад и север – водосборните басейни на реките Воеволихан, Сида, Еромохон, Аганили и други по-малки десни притоци на Котуй.

Река Мойеро получава около 30 притока с дължина над 15 km, като 4 от тях са с дължина над 100 km:
- 427 → Мугамгу 118 / 0050
- 356 ← Янгада 108 / 1330
- 330 ← Мойерокан 146 / 5860
- 109 ← Тогой-Юрях 123 / 1710

Подхранването на реката е смесено, като преобладава снежното, но съвсем не е малък и процентът на дъждовното подхранване. Пролетното пълноводие продължава от май до август. Маловодието през краткия топъл период често се прекъсва от мощни дъждовни прииждания, съпроводени с рязко повишаване нивото на водата. Среден многогодишен отток 195 m3/s, което като обем представлява 6,15 km3/год. Мойеро замръзва в началото на октомври, а се размразява в средата на май. Мътност 35 мг/л.
По течението на реката няма населени места. В долното течение е достъпна за плиткогазещи речни съдове.